# Renan Calheiros
José Renan Vasconcelos Calheiros GOMM (Murici, 16 de setembro de 1955) é um advogado, escritor e político brasileiro. Filiado ao Movimento Democrático Brasileiro (MDB), é senador por Alagoas e ex-presidente do Senado Federal e do Congresso Nacional.
Cumpre seu quarto mandato no Senado Federal do Brasil (1995–2003 / 2003–2011 / 2011–2019 / 2019–2027) como representante de seu estado natal, Alagoas — é o atual decano da casa, em termos de mandatos contínuos. Foi Presidente do Senado Federal do Brasil por três períodos: de 2005 até 2007, quando renunciou ao cargo após denúncias de corrupção; de 2013 a 2015 e de 2015 a 2017. No âmbito político, foi absolvido em 2013 por votação de seus pares no Senado.
Em 1º dezembro de 2016, por decisão do Supremo Tribunal Federal (STF), se tornou réu por peculato. No mesmo mês, o partido Rede Sustentabilidade (REDE) entrou com uma liminar que pedia o afastamento de Renan Calheiros da presidência do Senado. A ação impetrada pela Rede teve votos da maioria dos ministros do Supremo, eles entenderam que réus não podem estar na sucessão da Presidência da República.
Em 5 de dezembro de 2016, o ministro do STF Marco Aurélio Mello decidiu, pela liminar, afastar Renan Calheiros do cargo da presidência do Senado. No lugar de Renan, assumiria o vice-presidente do Senado Federal Senador pelo PT do Acre Jorge Viana, mas a mesa do Senado decidiu aguardar a decisão do Supremo. Em 7 de dezembro de 2016, o STF decidiu por 6 votos a 3 manter Renan Calheiros no cargo de presidente do Senado, mas não podendo assumir a presidência da República na linha sucessória.
Antes de entrar na política, Renan chegou a morar de favor na casa de um amigo e possuía apenas um Fusca de patrimônio. Hoje, Renan é dono de fazendas, imóveis e diversas empresas que movimentam milhões.

## Biografia
Filho de Olavo Calheiros Novais e Ivanilda Vasconcelos Calheiros, Renan tem sete irmãos. Três deles, Olavo, Renildo e Remi, que como ele, também optaram pela carreira política - os dois primeiros como deputados federais: Olavo por Alagoas e Renildo por Pernambuco, entre 1991 e 1995 e Remi como Prefeito de Murici, entre 1999 e 2003. Ainda em 1999, tomou posse como presidente da Fundação Ulysses Guimarães, cargo que ocupou até janeiro de 2001.
Casado com a artista plástica Maria Verônica Rodrigues Calheiros, ele tem, desse casamento, três filhos. Um deles, Renan Calheiros Filho, é ex-governador do Estado de Alagoas. Renan tem, também, uma filha, Maria Catharina Freitas Vasconcelos Calheiros, nascida de uma relação extraconjugal com a jornalista Mônica Veloso, pivô do escândalo que o levou a enfrentar um processo de cassação, do qual foi absolvido em 12 de setembro de 2007.
Desde 1994 é um dos três representantes do estado de Alagoas no Senado Federal, casa da qual foi presidente por três períodos: de 2005 a 2007, de 2013 a 2015 e de 2015 a 2017.
Renan Calheiros é autor de quatro livros: Em Defesa de um Mandato Popular, Contadores de Balelas, Do Limão, uma Limonada e Sem Justiça não Há Cidadania. Foi considerado pela revista Época um dos 100 brasileiros mais influentes do ano de 2009.

## Atuação política

### Início da carreira
No final da década de 70, o estudante universitário Renan Calheiros já dava sinais de que acabaria seguindo a carreira política quando presidiu o diretório acadêmico (DAC) da área de ciências humanas e sociais da Universidade Federal de Alagoas e se filiou à legenda do antigo Movimento Democrático Brasileiro (MDB). O Brasil de então ainda vivia sob governo militar e o sistema político era bipartidário.

### Deputado estadual (1979–1983)
Em novembro de 1978 candidatou-se e foi eleito deputado estadual pelo MDB. Com a extinção do bipartidarismo e a consequente reorganização partidária, filiou-se ao Partido do Movimento Democrático Brasileiro (PMDB), sucessor do MDB. Em 1982 foi eleito deputado federal pelo PMDB, e exerceu dois mandatos.
Na época, o prefeito da cidade de Maceió era Fernando Collor de Mello, alvo de ferozes críticas do PMDB. Em seus discursos na Assembleia, Renan chamava o prefeito de "príncipe herdeiro da corrupção".
Em 1982 recebe o diploma da Faculdade de Direito da Universidade Federal de Alagoas.

### Deputado federal
Em seu primeiro mandato como deputado federal, de 1983 a 1987, foi titular de três comissões: Comissão de Trabalho e Legislação Social (CTLS), Comissão de Constituição e Justiça (CCJ) e Comissão de Trabalho, Comércio e Indústria (CTCI). Posicionou-se contra todos os decretos-leis que determinaram o arrocho salarial e a favor do projeto de lei que proibia a demissão imotivada do trabalhador.
Em 1984 assumiu a vice-liderança do PMDB, ocupando-a até o ano seguinte. Em 25 de abril de 1984, a Câmara dos Deputados se reuniu para votar a emenda Dante de Oliveira, que propunha o restabelecimento das eleições diretas para presidente da República em novembro do mesmo ano.
Em 15 de janeiro de 1985 o colégio eleitoral elegeu o mineiro Tancredo Neves presidente da república pela Aliança Democrática, uma união do PMDB com a Frente Liberal (atual Democratas, dissidentes do extinto PDS). A Frente Liberal foi o embrião do Partido da Frente Liberal, fundado em 1985, e que, anos mais tarde, mudaria o seu nome para Democratas. Calheiros votou com o partido, em Neves, mas este não chegou a assumir: faleceu no dia 21 de abril, ironicamente, dia de Tiradentes, um mineiro que morrera pela liberdade. Quem assumiu foi o homem que um dia viria a se tornar grande aliado de Renan Calheiros: José Sarney. O maranhense já vinha exercendo o cargo de presidente da república interinamente desde 15 de março.
Ainda em 1985 foi então eleito para a presidência regional do PMDB, com o apoio do usineiro João Lyra. Calheiros candidatou-se novamente e foi reeleito deputado federal com a maior votação do PMDB e a segunda maior do estado de Alagoas, obtendo um total de 54.888 votos.

### Segundo mandato
Reeleito em 1986 para um segundo mandato até 1991, Renan foi titular de algumas subcomissões e suplente de outras. Em 1987 foi eleito vice-presidente do PMDB de Alagoas. Chegou a viajar à China, a convite do governo chinês, e a ocupar a Secretaria de Educação do Estado de Alagoas.
Em 5 de outubro de 1988, data da promulgação da nova constituição nacional, Renan assumiu a CCJ. Defendeu o parlamentarismo e a regulamentação do direito de greve, inclusive do servidor público, além da garantia de todas as conquistas sociais asseguradas na Carta magna. Na questão da reforma agrária, defendeu a limitação do direito de propriedade e a desapropriação de terras improdutivas.

#### Assessoria a Fernando Collor
Em novembro e dezembro de 1989 foram realizadas as primeiras eleições diretas para a Presidência da República, após 25 anos de regime militar. Filiado ao Partido da Reconstrução Nacional (PRN; atual Partido Trabalhista Cristão), Renan Calheiros assumiu a assessoria de Fernando Collor de Mello, candidato à presidência da República.
A primeira etapa do processo eleitoral efetivou-se em 15 de novembro, concentrando a disputa entre Fernando Collor de Melo e Luiz Inácio Lula da Silva, da Frente Brasil Popular, coligação de esquerda comandada pelo Partido dos Trabalhadores (PT). A campanha se caracterizara por uma aguda polarização entre os dois postulantes. A vitória de Collor confirmou-se no segundo turno, realizado em 17 de dezembro, e a margem de votos foi pequena. No mesmo mês, já como líder do PRN na Câmara, Renan Calheiros garantiu que o pacote emergencial a ser baixado pela presidência para sanear o país e viabilizar a retomada do crescimento econômico promoveria reformas nas áreas patrimonial, fiscal e administrativa, além de definir as novas políticas de renegociação da dívida interna e externa. Anunciou também uma devassa na administração de José Sarney.
Em março de 1990, tão logo tornou-se líder do governo no Congresso Nacional, Renan Calheiros divulgou o pacote de medidas baixado por Collor, entre as quais destacava-se o confisco de parcela dos ativos depositados em cadernetas de poupança.
Candidato ao governo de Alagoas, Renan iniciou uma acirrada disputa política com o deputado federal Geraldo Bulhões, outro amigo pessoal do presidente. Convidado a assumir a pasta da agricultura em substituição a Joaquim Roriz - indicação feita por Collor, que assim tentava resolver o impasse provocado pela briga entre os dois amigos - recusou o convite, declarando que permaneceria na liderança do governo até junho.
Em abril, afirmou que o governo havia obtido a aprovação das medidas provisórias relativas ao Plano Collor no Congresso sem negociar cargos públicos, o que considerava "uma verdadeira revolução". Declarou: "O Brasil mudou em dezembro, o Congresso em abril, e quem não entendeu isso vai perder o bonde da História".
Em 25 de abril rebateu acusações feitas pelo líder do PMDB na Câmara, Ibsen Pinheiro, de que o governo estaria praticando fisiologismo nas suas relações com os parlamentares, afirmando que os 38 deputados do PMDB que tinham votado favoravelmente à reforma monetária não haviam sido cooptados, mas agido na "convicção da sintonia do seu gesto com a vontade majoritária do povo brasileiro de ver aprovado o plano de estabilização econômica". No dia seguinte, entretanto, admitiu que ao enviar para o Congresso a Medida Provisória nº 180, que regulava os poderes da ministra da Economia, Zélia Cardoso de Mello, em relação aos prazos e limites de saque do dinheiro bloqueado pela reforma monetária, cometera um grave erro, dando à oposição a oportunidade de alterar o que o governo considerava a espinha dorsal do plano econômico.
Em junho, ante a ameaça de desagregação da maioria parlamentar que apoiava o governo, e que reivindicava nomeações para cargos do segundo escalão, Renan Calheiros apresentou um projeto de resolução para que os líderes de partidos com no mínimo 80 parlamentares pudessem exigir a votação nominal de matérias em qualquer momento das sessões. No final de junho, deu início à sua campanha ao governo de Alagoas, acusando Bulhões de oferecer dinheiro a deputados estaduais na tentativa de granjear apoios. Apesar da adesão de ministros de Estado em pronunciamentos veiculados na TV, as pesquisas eleitorais indicaram a ascensão de Bulhões. Surpreso, Renan criticou a participação do então governador de Alagoas, Moacir Lopes de Andrade, na campanha do seu adversário.
Em outubro de 1990, assim que as primeiras urnas foram apuradas apontando a vantagem de Geraldo Bulhões, Calheiros acusou-o de fraudar a eleição, conflitando diretamente com o Palácio do Planalto, já que o tesoureiro da campanha do PRN fora o empresário, advogado e amigo pessoal de Collor, Paulo César Farias, que havia desempenhado idêntica função na campanha presidencial de 1989. Em meados de novembro, inconformado com o silêncio do presidente em face das acusações de fraude eleitoral, rompeu com ele, acusando-o de traição. Derrotado no primeiro e no segundo turnos, Renan Calheiros anunciou que se retiraria do PRN. Deixou a Câmara dos Deputados ao término da legislatura, em janeiro de 1991.

#### Do impeachment à eleição de FHC
Instaurada a grave crise política que se desencadeou a partir da divulgação das denúncias do empresário Pedro Collor de Mello, irmão de Fernando Collor, sobre a existência de um grande esquema de corrupção no governo, envolvendo o próprio presidente e Paulo César Farias, em maio de 1992, Renan Calheiros acusou PC de comandar um "governo paralelo". No mês seguinte, afirmou que Collor tinha conhecimento do esquema, e pediu o impeachment do presidente. Instalada a comissão parlamentar de inquérito que investigou as atividades de P.C. Farias, Calheiros prestou depoimento, confirmando as suas acusações e denunciando a existência de um "alto comando" da corrupção, sediado no Planalto, integrado pelo ministro-chefe do Gabinete Militar, Agenor Homem de Carvalho, pelo ex-secretário de Assuntos Estratégicos, Pedro Paulo Leoni Ramos, e pelo ex-secretário da presidência da República, Cláudio Vieira.
Segundo Renan Calheiros, uma das formas de atuação desse esquema era a centralização das nomeações para cargos no governo, todas elas submetidas a uma comissão informal presidida por PC. A primeira-dama, Rosane Collor, então presidente da Legião Brasileira de Assistência (LBA), teria enviado 250 mil cestas básicas a Alagoas, a fim de influenciar o eleitorado a votar em Geraldo Bulhões nas eleições de 1990. Collor chegara mesmo a cogitar a nomeação de sua mulher para o Ministério da Ação Social, e era Paulo César Farias quem pagava os extratos de cartão de crédito de Rosane. Representantes do governo na CPI rebateram tais afirmações, acusando-o de usar em suas campanhas eleitorais, também, verbas fornecidas por Paulo César Farias. Acusado de calúnia, injúria e difamação por Collor, Calheiros compareceu ao Departamento de Polícia Federal e apresentou como peça de sua defesa o relatório final da mesma comissão, que responsabilizava o presidente por ter sido omisso na apuração de tráfico de influência no seu governo.
Na sessão da Câmara dos Deputados de 29 de setembro de 1992, foi aprovada a abertura do processo de impeachment de Collor. Afastado da presidência, Collor renunciou ao mandato em 29 de dezembro de 1992, horas antes da conclusão do processo pelo Senado Federal, que decidiu pelo seu impedimento. Foi então efetivado na presidência da República o vice de Collor, Itamar Franco, que já vinha exercendo o cargo interinamente desde 2 de outubro.
Em outubro de 1992, Renan Calheiros voltou à cidade natal para fazer a campanha do pai, Olavo Calheiros, candidato à prefeitura de Murici pela legenda do PMDB. Na ocasião, ele denunciou a prática do voto-carbono, artifício utilizado por Glauber Tenório, do Partido da Social Democracia Brasileira (PSDB), apoiado por Paulo César Farias, também natural de Murici, através do qual os eleitores comprovavam o seu voto mediante a impressão em papel-carbono da cédula eleitoral.
Vice-presidente executivo da Petrobras Química S.A. (Petroquisa) (de 1993 a 1994), Renan Calheiros firmou o compromisso de evitar a criação de oligopólios e criticou a privatização da empresa, do grupo da Petróleo Brasileiro S.A. – Petrobras.

### Senador

#### Primeiro mandato (1995–2003)
Em outubro de 1994, Renan Calheiros elegeu-se senador com 235.332 votos, assumindo o mandato em fevereiro de 1995.
Em abril de 1995, coordenou o grupo de trabalho de Reforma e Modernização do Senado Federal, constatando os imensos gastos do Congresso brasileiro - 1,5 bilhão de dólares anuais para 10 mil funcionários, contra os dois bilhões de dólares e 32 mil funcionários do Congresso americano. Diante disso, declarou que pretendia acabar com o "desperdício e a inércia administrativa". Nomeado segundo-secretário do Senado (de 1995 a 1997), presidiu, a partir de julho de 1995, a Comissão Representativa do Congresso, e desde outubro, a Comissão Mista de Planos, Orçamento Público e Fiscalização, que examinou a proposta de Orçamento de 1996 e formulou a denúncia de manipulação das verbas orçamentárias por um grupo de deputados que ficou conhecido como "Anões do Orçamento". Ao longo dos trabalhos, Calheiros foi encarregado de escolher os relatores que investigariam as contas do governo Collor.
Presidente da Comissão de Desenvolvimento do Vale do São Francisco (1995) e presidente nacional da Campanha Nacional de Escolas da Comunidade (1995-1996), em março de 1996, foi indicado para integrar a chamada "CPI dos Bancos", criada para apurar irregularidades no sistema financeiro, em especial com respeito à atuação do Banco Central. Instaurada com o apoio do grupo liderado pelo presidente do Senado, José Sarney (PMDB), do qual fazia parte, e contra a vontade da bancada de apoio ao presidente Fernando Henrique Cardoso, nem chegou a iniciar seus trabalhos.
Em junho de 1997, juntamente com os senadores alagoanos Teotônio Vilela Filho (PSDB) e Guilherme Palmeira, do extinto Partido da Frente Liberal (PFL), Renan Calheiros atuou nas negociações entre o governo federal e o governo de Alagoas, com vistas ao encaminhamento de soluções para a crise financeira e a rolagem de dívida estadual, e que levaram à renúncia do governador Divaldo Suruagi, substituído pelo vice, Manuel Gomes de Barros (PTB), e à reforma de todo o secretariado estadual.
Em agosto, Calheiros foi designado relator da emenda constitucional que prorrogou o Fundo de Estabilização Fiscal (FEF) até dezembro de 1999. O FEF deu ao governo poderes para gastar até 20% das receitas orçamentárias antes vinculadas às áreas de saúde e de educação, sendo considerado vital, pelo governo, para o equilíbrio das contas públicas. Renan condicionou a rápida aprovação do FEF a mudanças na chamada Lei Kandir - que isentara exportações e investimentos do recolhimento de Imposto sobre Circulação de Mercadorias e Serviços (ICMS) - como compensação pelas perdas sofridas pelos estados e municípios - e à ampliação do número de municípios atendidos pelo Programa Comunidade Solidária.
Em meados do mesmo ano, votou a favor da emenda constitucional que previa a reeleição de presidente da República, governadores e prefeitos sem desincompatibilização, e pelo aumento do imposto de renda, o fim da aposentadoria especial dos magistrados, a destinação de verbas públicas para custear campanhas eleitorais, a reforma da previdência social e a prorrogação do FEF.
Exerceu os cargos de presidente do Conselho Nacional de Trânsito (CONTRAN), do Conselho dos Direitos da Criança e do Adolescente (CONANDA), do Conselho de Defesa dos Direitos da Pessoa Humana (CDDPH) e do Conselho Nacional de Segurança Pública (CONASP), e presidente da Fundação Ul , foi presidente da Fundação Ulysses Guimarães entre 1999 e 2001 Em 2002 foi um dos mentores do Estatuto do Desarmamento.

#### Ministro da Justiça (1998 - 1999)
Titular das comissões de Constituição e Justiça, de Infra-Estrutura, de Educação e de Assuntos Sociais do Senado Federal (de 1997 a 1998), com a reforma ministerial implementada por Fernando Henrique Cardoso, Renan Calheiros foi indicado pelo senador Jader Barbalho (PMDB-PA) para ocupar o Ministério da Justiça do governo FHC, em substituição a Iris Rezende, que se desincompatibilizara para concorrer ao governo do estado de Goiás. Apesar das resistências ao seu nome, uma vez ter sido ele líder do ex-presidente Fernando Collor, a indicação foi mantida e Renan tomou posse em 7 de abril de 1998.
Em 9 de abril de 1998, após assumir o ministério, ele e o então ministro da Reforma Agrária, Raul Jungmann, anunciaram no Sul do Pará um pacote de medidas para tentar combater a violência na região, principalmente em relação as questões agrárias. O pacote foi batizado de "Plano de Ação Conjunta para a Redução da Violência e da Impunidade".
Os conflitos envolvendo a disputa pela posse de terra e entre entidades de trabalhadores rurais e fazendeiros caracterizaram um dos principais alvos da ação do então ministro Calheiros. Em maio de 1998, Renan anunciou a instauração, pela Polícia Federal, de três inquéritos criminais contra nove líderes do Movimento dos Trabalhadores Rurais Sem Terra (MST) por incitação, apoio à organização e participação em saques em cidades atingidas pela seca, no Nordeste. No mesmo mês, determinou a abertura de inquérito com pedido de prisão preventiva contra o presidente da Associação Nacional de Produtores Rurais, Narciso Clara, acusado de usar o programa Conexão Rural, da TV Eldorado, do Pará, para conclamar os fazendeiros da região a formar milícias armadas e a reagir com violência às invasões de suas propriedades.
O assassinato do delegado corregedor de São Paulo, Alcioni Serafim Santana, que apurava o envolvimento de policiais no contrabando e no narcotráfico, deu início a uma séria crise entre o então Procurador-Geral da República, Geraldo Brindeiro, e a Polícia Federal, instituição sob a jurisdição do Ministério da Justiça. Pressionado por Brindeiro, que denunciou as ameaças de morte feitas a procuradores do Rio de Janeiro e de São Paulo, e pelo próprio presidente da República, Renan Calheiros anunciou a criação de uma comissão especial responsável pela apuração de irregularidades na Polícia Federal.
Em julho de 1998, Calheiros publicou um dossiê preparado pelo Ministério Público com nomes de 147 integrantes da Polícia Federal contra os quais existiam processos criminais e administrativos. A lista incluía dois superintendentes estaduais e um subdiretor, e foi analisada por comissão nomeada pelo ministro para afastar policiais envolvidos em falcatruas. Na mesma ocasião, o governo editou medida provisória para poder afastar, antes da decisão judicial, os elementos envolvidos. No confronto do dossiê, divulgado por Calheiros, com as informações da corregedoria da Polícia Federal, responsável por inquéritos internos, a comissão descobriu que muitos policiais citados no dossiê já haviam sido demitidos. Foram excluídos da lista, também, aqueles que continuavam no cargo por decisão judicial. Com isso, apenas quatro policiais poderiam ser enquadrados de imediato na MP e afastados.
Durante a sua gestão no Ministério da Justiça, Calheiros atuou ainda nas áreas de defesa do consumidor e direito econômico, tomando iniciativas para coibir a agiotagem praticada por pessoas físicas e empresas, e promover a anulação ou revisão de cláusulas dos contratos das administradoras de cartão de crédito, consideradas abusivas.
No mesmo mês, desempenhou as funções de vice-presidente da XI Conferência dos Ministros da Justiça dos Países Ibero-Americanos, realizada em Lisboa, e no mês de novembro presidiu o encontro dos ministros do Interior do Mercosul, Bolívia e Chile, em Brasília.
Mantido na pasta da Justiça pelo presidente Fernando Henrique Cardoso ao iniciar seu segundo mandato presidencial em 1 de janeiro de 1999, Renan Calheiros deixou o cargo em julho, sendo substituído pelo advogado criminalista José Carlos Dias, reassumindo sua cadeira no Senado Federal.

#### Segundo mandato (2003–2007)

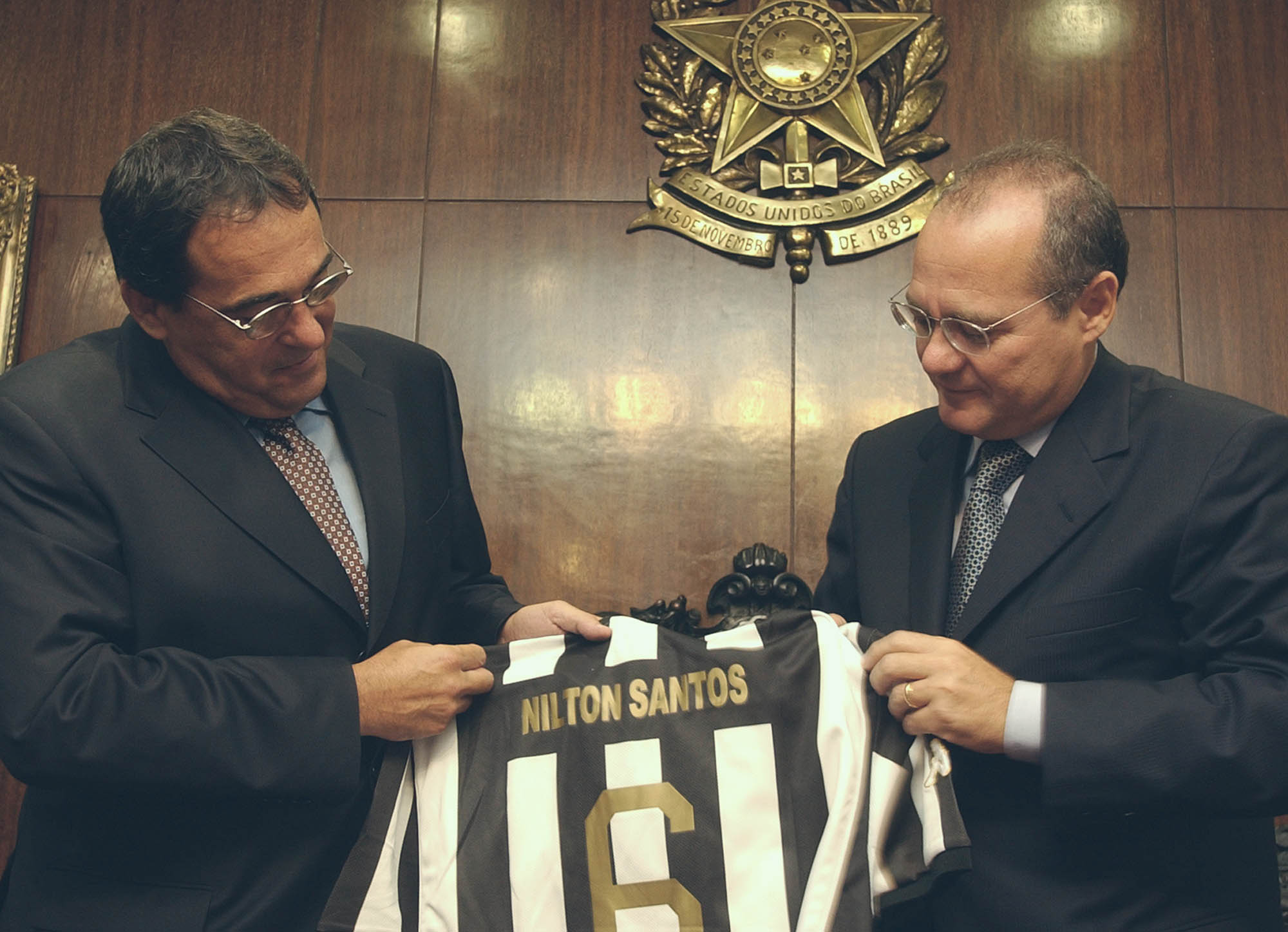
O então presidente do Botafogo, Bebeto de Freitas, entregando a Renan Calheiros uma camisa do Botafogo com o nome do jogador Nilton Santos.

Reeleito senador em 2002, Calheiros e o PMDB decidiram apoiar o recém-empossado presidente Luiz Inácio Lula da Silva. José Sarney foi eleito presidente do senado federal neste ano, e ocupou o cargo até 2005, quando Calheiros assumiu a cadeira, que ocupou até dezembro de 2007, tendo sido reeleito em fevereiro do mesmo ano.
Em março de 2005, Calheiros foi admitido pelo presidente Lula à Ordem do Mérito Militar no grau de Grande-Oficial especial.

#### Terceiro mandato (2011–2018)
Nas eleições parlamentares de 2010, Renan Calheiros foi reeleito senador pelo estado de Alagoas.
Em agosto de 2016, votou a favor ao Impeachment de Dilma Rousseff.
Em dezembro de 2016, se absteve em relação a Emenda Constitucional do Teto dos Gastos Públicos conhecida como "PEC 241".
Em setembro de 2017, votou contra a Reforma trabalhista proposta pelo governo de Michel Temer.
Em outubro de 2017 votou a favor da manutenção do mandato do senador Aécio Neves derrubando decisão da Primeira Turma do Supremo Tribunal Federal no processo onde ele é acusado de corrupção e obstrução da justiça por solicitar dois milhões de reais ao empresário Joesley Batista.

#### Quarto mandato (2019 - )
Nas eleições de 2018, Calheiros foi novamente eleito para o cargo de senador do estado de Alagoas com 23,88% dos votos.
Renan concorreu a presidência do Senado, porém desistiu de sua candidatura e abriu espaço para a vitória do senador do Amapá, Davi Alcolumbre. Em outubro de 2019, votou de maneira contrária a Reforma da Previdência proposta pelo governo Bolsonaro.

#### Presidência do Senado

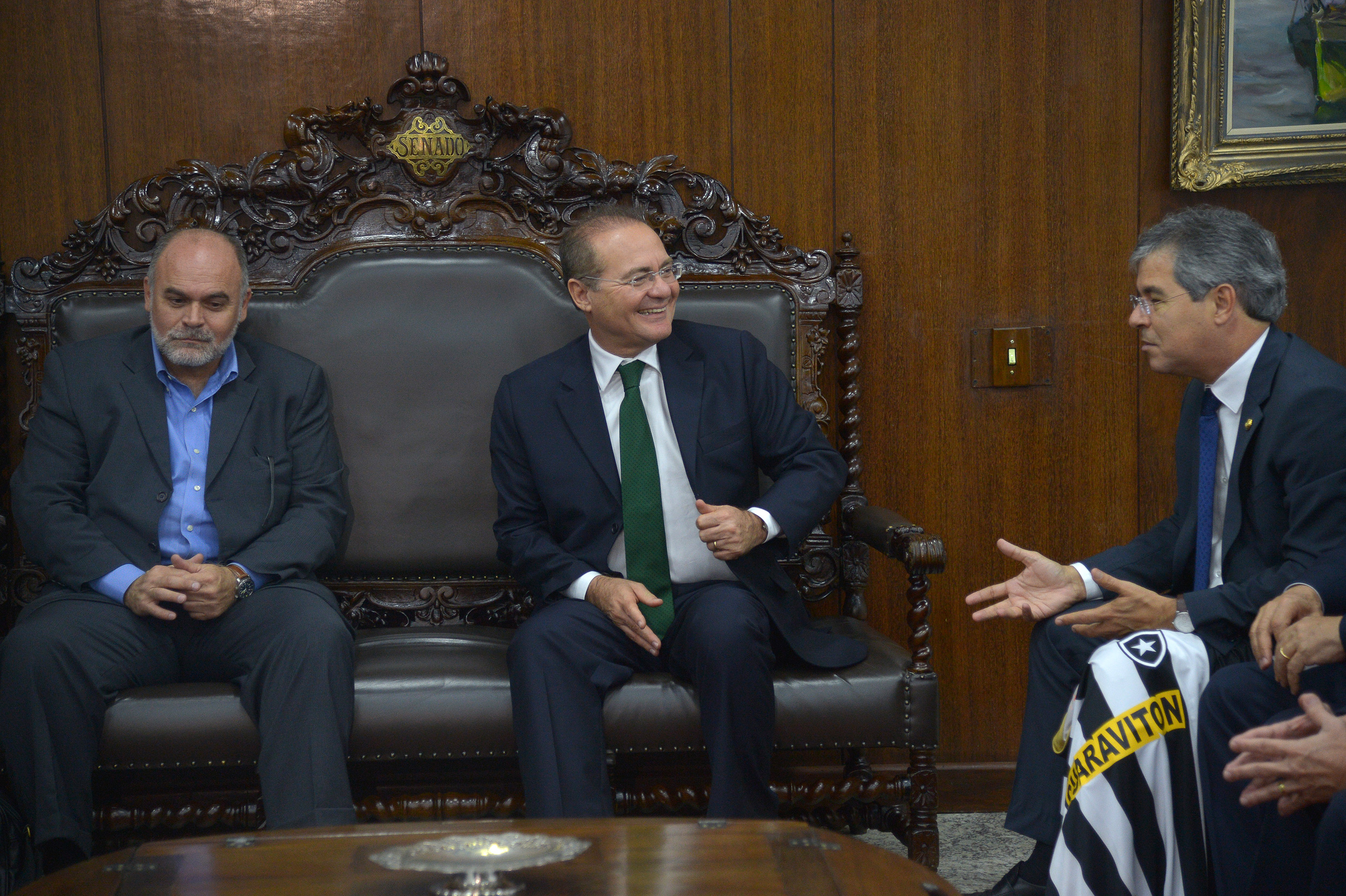
O ex-presidente do Botafogo, Maurício Assumpção, o presidente do Senado, Renan Calheiros, e o senador Jorge Viana em reunião com representantes da União dos Grandes Clubes do Futebol Brasileiro - Clube dos Treze.

Em 1º de fevereiro de 2013, foi eleito presidente do Senado para o biênio 2013–2014 com 56 votos.
Em março de 2013, foi responsável pelo corte de cerca de 300 milhões de reais de despesas do Senado, com medidas como a extinção de órgãos e funções, a redução dos contratos com empresas terceirizadas e o intercâmbio de servidores com outros órgãos da administração pública.

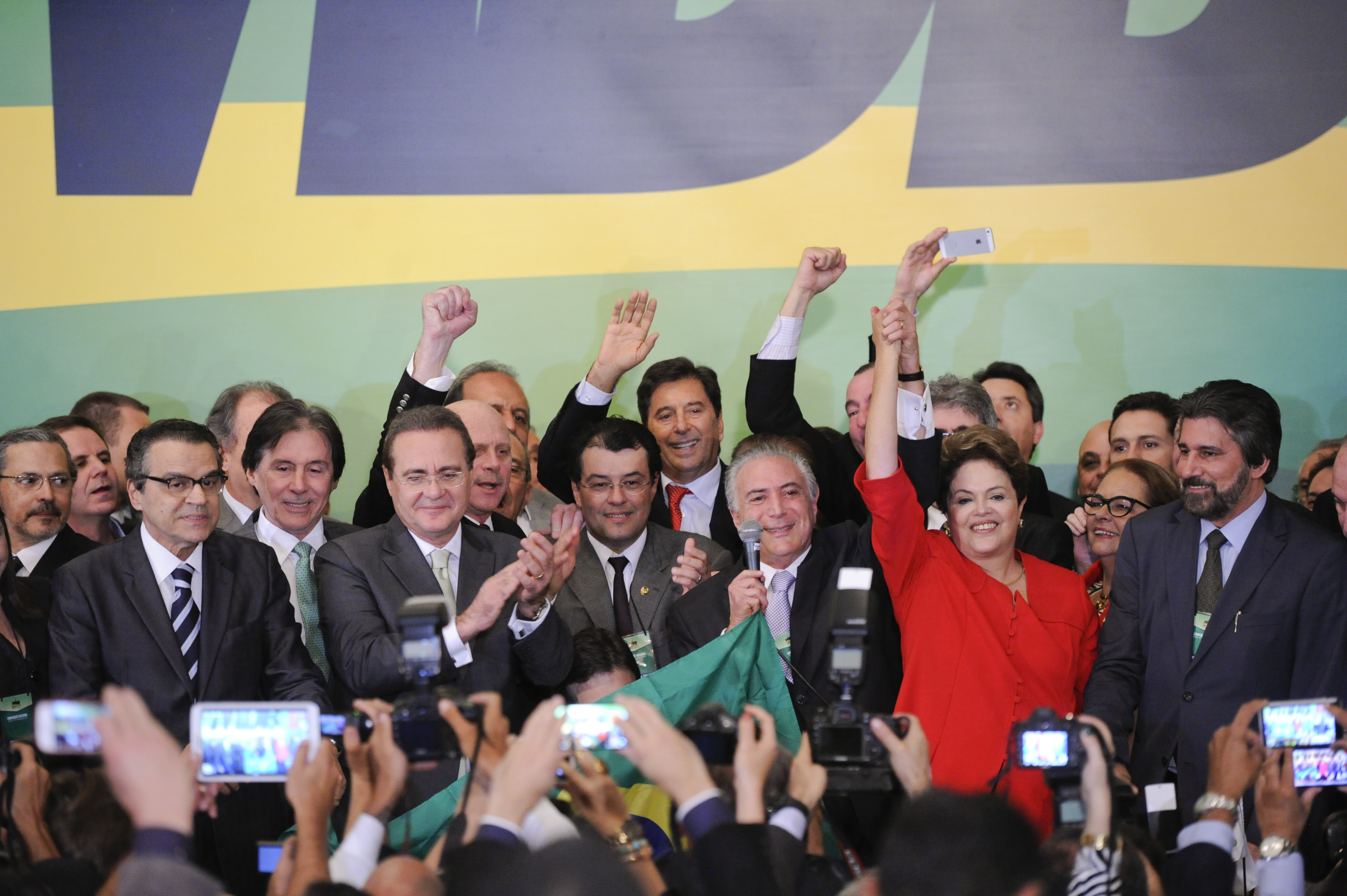
Convenção Nacional do PMDB em junho de 2014.

Em abril de 2013, apoiou a aprovação da PEC das Domésticas, emenda constitucional promulgada pelo Congresso Nacional, que trouxe mais garantias aos empregados domésticos.
Em 24 de maio de 2013, assumiu interinamente a presidência do país, devido a viagens realizadas pelos primeiros na linha sucessória.
Em 27 de novembro de 2016, concedeu uma entrevista coletiva com o presidente da República Michel Temer e o presidente da Câmara dos Deputados Rodrigo Maia, e anunciaram que não patrocinarão anistia ao caixa 2, uma emenda debatida por deputados na Câmara, que visava anistiar crimes de corrupção.
Em 29 de novembro de 2016, afirmou em um evento organizado pela Ordem dos Advogados do Brasil (OAB), que o sistema político brasileiro está "caquético", "falido", "fedido" e provoca "a eterna desconfiança da sociedade", defendendo a aprovação, por parte do Congresso Nacional, de uma reforma para modificar as regras políticas e eleitorais do país.
Em dezembro de 2016, enquanto presidente do Senado, pautou o Projeto de abuso de autoridade, de sua autoria, e em caráter de urgência, mas devido as polêmicas com o judiciário e pressão de outro parlamentares, contrários ao projeto, teve de recuar. Em abril de 2017, o projeto voltou a ser discutido sob a relatoria de Roberto Requião, e com modificações no texto, retirando pontos que poderiam intimidar juízes e investigadores, o projeto de lei foi aprovado no Senado por 54 votos favoráveis contra 19 contrários.

###### Afastamento
Em 5 de dezembro de 2016, Renan foi afastado do cargo de Presidente do Senado Federal do Brasil, pelo ministro do Supremo Tribunal Federal, Marco Aurélio Mello.
A decisão mantém o mandato do senador. A liminar do ministro Marco Aurélio atende a ação movida pelo partido Rede Sustentabilidade. O argumento do ministro é o de que Renan não poderia permanecer na linha de substituição do presidente da República sendo réu em processo criminal.
Dois dias depois, o STF derrubou a liminar do ministro Marco Aurélio. Dos nove ministros que julgaram o caso, seis votaram a favor da permanência de Renan na presidência do Senado. Contudo, o senador continua impedido de assumir a Presidência da República, em caso de ausência do titular.

## Suspeitas de corrupção

### O escândalo de Renangate

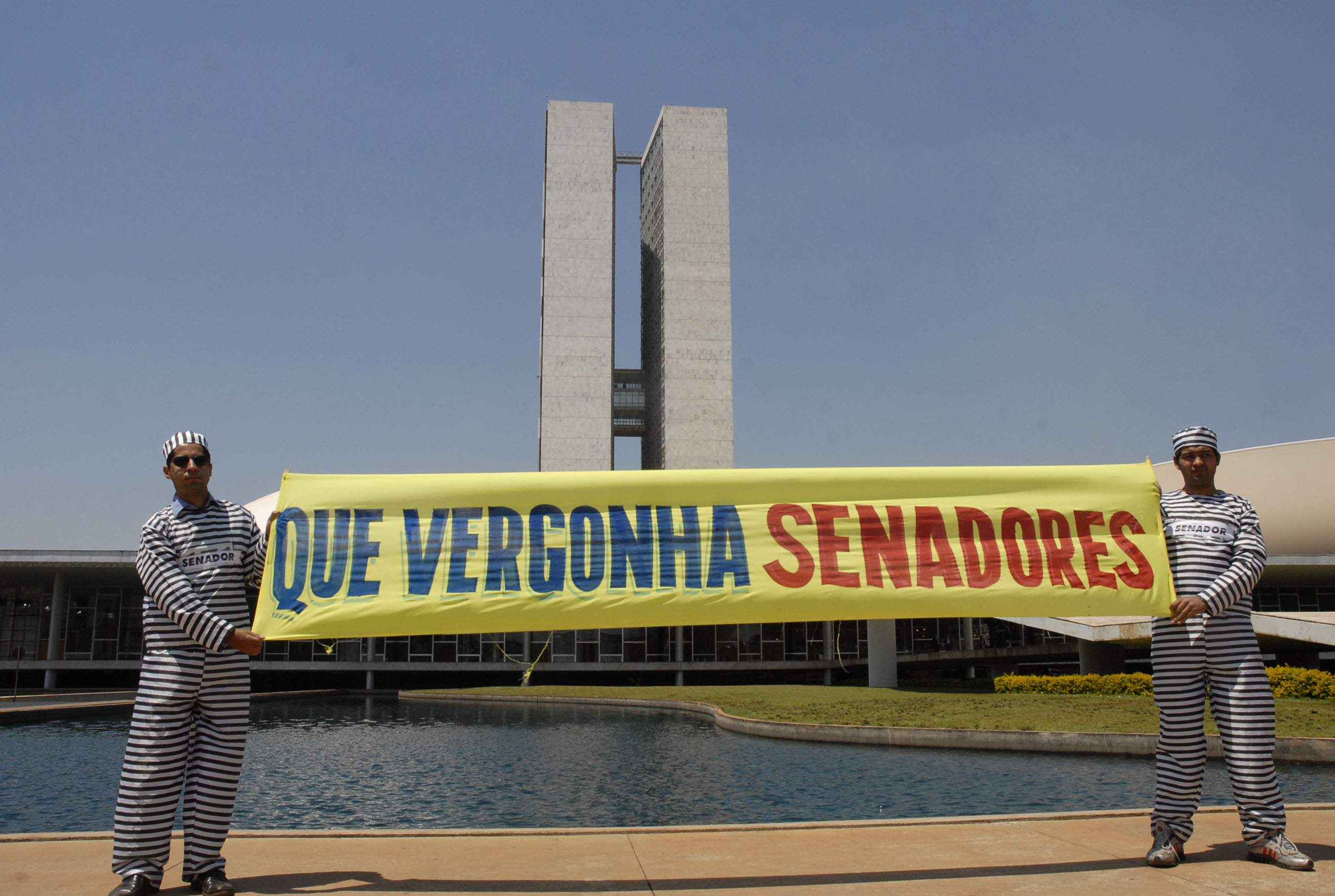
Manifestantes caracterizados como presidiários protestam diante do Congresso Nacional contra a absolvição do presidente do Senado, Renan Calheiros.

Um conjunto de denúncias de corrupção atingindo Renan Calheiros ocupou as manchetes da imprensa brasileira em 2007. O caso foi chamado de Renangate, neologismo aludindo ao escândalo do Watergate e outros que usaram a mesma terminação -gate. A crise começou em 25 de maio, com a circulação da notícia sobre o pagamento da empresa Mendes Júnior à ex-amante de Renan, e perdurou até 11 de novembro, quando ele renunciou à Presidência do Senado.
As denúncias começaram com a revelação, em reportagem de capa da revista Veja, de que a empreiteira Mendes Júnior pagava 12 mil reais por mês à jornalista Mônica Veloso. Segundo a revista, Mônica havia sido amante de Renan e tivera um filho com ele. A partir de então, uma sequência de denúncias na mídia relatou: a compra de rádios em Alagoas, em sociedade com João Lyra, em nome de laranjas; o ganho com tráfico de influência, junto à empresa Schincariol, na compra de uma fábrica de refrigerantes, com recompensa milionária; o uso de notas fiscais frias, em nome de empresas fantasmas, para comprovar seus rendimentos; a montagem de um esquema de desvio de dinheiro público em ministérios comandados pelo PMDB; e a montagem de um esquema de espionagem contra senadores da oposição ao governo Lula. Ao todo, houve seis representações no Conselho de Ética do Senado do Brasil, por seus pares, pedindo a cassação de Renan. Sob pressão do público, Renan desistiu da presidência, embora sem abandonar o mandato. O senador foi absolvido de todas as acusações (quebra de decoro parlamentar, ter despesas pagas por lobistas de empreiteiras e de ter praticado tráfico de influências) e as denúncias e processos foram arquivados.
Durante o período, analistas políticos se acusaram mutuamente. Alguns, de manipular o público em prol dos partidos de oposição, PSDB e DEM; outros, de defender o Governo, de cuja base de apoio Renan faz parte.
Em 19 de fevereiro de 2016, O Supremo Tribunal Federal (STF) recebe um novo pedido de investigação contra Renan Calheiros. O caso tramita em segredo de justiça e teve relação com a denúncia, feita pela Procuradoria-Geral da República (PGR), existente na Corte sobre suposto recebimento de propina, para pagamento de despesas pessoais do parlamentar, da construtora Mendes Júnior para apresentar emendas que beneficiariam a empreiteira. O novo procedimento de investigação encaminhado ao STF, desta vez, apura as práticas dos crimes de peculato e lavagem de dinheiro. A suspeita é de fraude contábil e tributária. A apuração será examinada pelo ministro Luiz Edson Fachin, relator do caso na Corte, mas que já tem quase 2 mil páginas existentes com base em uma "notícia de fato" sobre o caso.
A PGR quer investigar uma movimentação financeira de 5,7 milhões de reais ligada ao presidente do Senado supostamente incompatível com a renda do parlamentar.

#### Réu por peculato
Em 1º de dezembro de 2016, oito dos onze ministros do Supremo Tribunal Federal aceitaram a denúncia e Renan Calheiros virou réu em um ação penal pelo crime de peculato. A denúncia contra Renan surgiu em 2007, em caso revelado pelo jornal O Estado de S.Paulo. Renan foi acusado de ter recebido propina de um lobista da empreiteira Mendes Júnior para apresentar emendas parlamentares que favorecessem a empresa. O dinheiro recebido seria utilizado para pagar as despesas da jornalista Mônica Veloso, ex-amante do senador, com quem ele teve uma filha fora do casamento.
No mesmo dia, o presidente da Ordem dos Advogados do Brasil (OAB) Claudio Lamachia, defendeu o afastamento imediato do presidente do Senado, após ter virado réu por peculato. Em comunicado, Lamachia diz que "não se trata aqui de fazer juízo de valor quanto à culpabilidade do senador Renan Calheiros, uma vez que o processo que o investiga não está concluído". Para o presidente da OAB, o pedido de afastamento de Renan Calheiros “trata-se de zelo pelas instituições da República”. Além da OAB, outras entidades como a Associação Nacional dos Procuradores da República (ANPR) e a Associação de Magistrados do Brasil (AMB) defenderam o afastamento do senador para não comprometer o funcionamento do Congresso Nacional.

### Operação Lava Jato
Durante as investigações do mega escândalo de corrupção da Petrobras, pela Operação Lava Jato, Renan foi citado pelo ex-diretor da estatal, Paulo Roberto Costa, que aderiu à delação premiada. Paulo Roberto Costa contou à Justiça, no Paraná, que o peemedebista é um dos beneficiados pelo esquema. Paulo Roberto declarou que “os pagamentos” repassados feito ao senador “excederam o teto da cota repassada ao PT, PMDB e PP”, partidos que indicavam os diretores da empresa. Ele frisou que a propina superou os 3% para que “fosse incluído um valor para Renan”.
No início de 2015, o engenheiro Shinko Nakandakari – operador de propina em nome da Galvão Engenharia – como o doleiro Alberto Youssef afirmaram em suas delações que houve pagamento de propina nas contratações da obra de Refinaria Premium I, em Bacabeira, no Maranhão. De acordo com Youssef a licitação da terraplanagem ocorreu entre 2010 e 2011 “sendo acertado que as vencedoras seriam a Galvão Engenharia, Serveng e Fidens”. Ele afirmou que “ficava sabendo antecipadamente” o nome das empresas que ganhariam as licitações.
Em dezembro de 2015, o ministro do STF, Teori Zavascki, autorizou a quebra do sigilo bancário e fiscal de Renan Calheiros suspeito de envolvimento em fraudes na contratação do consórcio Estaleiro Rio Tietê pela Transpetro em 2010.
Em 2 de junho de 2016, foi divulgado por autorização do STF os depoimentos da delação premiada de Nestor Cerveró na Lava Jato. Cerveró afirmou que, em 2012, o senador Renan Calheiros o chamou em seu gabinete no Senado para reclamar da 'falta de propina'.
Em dezembro de 2016, Renan foi citado em delação de um ex-funcionário da Construtora Odebrecht, Claudio Melo Filho. Segundo Claudio, Romero Jucá se aliou Renan foi para defender abertamente os interesses do grupo Odebrecht (atual Novonor). Em 2014 para aprovar a Medida provisória 651, de 2014, que ficou conhecida como “pacote de bondades”, Jucá atuou sem ser sequer acionado pela empreiteira. Agiu movido pela “certeza de que receberia pagamentos a pretexto de contribuição de campanha”. Com base nessa convicção, logo que a MP 651 começou a tramitar, Jucá apresentou quatro emendas de interesse da empresa e atuou junto ao governo para que o texto, quando chegasse ao Palácio do Planalto, não fosse vetado.

#### Pedido de prisão
Em 7 de junho de 2016, o Procurador-Geral da República pediu a prisão de Renan Calheiros, juntamente com a do senador Romero Jucá e do ex-presidente José Sarney. De acordo com o PGR, eles tentaram mudar a decisão do Supremo que prevê a prisão de condenados a partir da segunda instância e que planejaram mudar a lei, para permitir delação premiada apenas para pessoas em liberdade, e não para presos investigados e também para pressionaram para que acordos de leniência das empresas pudessem esvaziar as investigações.

### Operação Zelotes
Em final de abril de 2016, a relatora da Operação Zelotes, ministra Cármen Lúcia do Supremo Tribunal Federal, abriu inquérito para apurar suposto envolvimento do presidente do Senado, Renan Calheiros, e do senador Romero Jucá, com a venda de emendas a medidas provisórias relacionadas ao setor automotivo editadas pelo governo federal. Renan e Jucá já são investigados em outros inquéritos da Operação Lava Jato por  envolvimento com fraudes na Petrobras. É o 12º inquérito que Renan responde no STF, sendo nove na Lava Jato.

## Alvo de manifestações
Em 18 de fevereiro de 2013, a ONG Rio de Paz, fez uma manifestação  no Corcovado, Rio de Janeiro, com um cartaz que representava 1,5 milhão de assinaturas que pedia o impeachment de Renan Calheiros. Em 20 fevereiro, o movimento "forarenan", de movimentos anticorrupção, entregou oficialmente aos senadores uma petição popular com 1.6 milhão de assinaturas. O fundador da ONG Rio de Paz, idealizadora do movimento, Antônio Carlos Costa disse que o Senado precisa ouvir o apelo de mais de 1 milhão de brasileiros. "Se esse grito não ecoar, que tipo de manifestação o Congresso quer que ocorra? Isso sinaliza o novo momento que vivemos em nossa democracia", afirmou Antônio.
Nas manifestações de junho de 2013, Renan Calheiros, foi um dos alvos dos manifestantes, que já haviam entregue ao Senado quatro meses antes um abaixo assinado com 1,6 milhão de assinaturas.
Em 16 de agosto de 2015, Renan Calheiros, foi um dos alvos das manifestações contrárias ao governo Dilma.
Em 13 março de 2016, o senador foi alvo de manifestações em Maceió. Em 4 de dezembro de 2016, Renan Calheiros foi um dos principais alvos dos manifestantes que pediam sua saída da presidência do Senado. Renan Calheiros divulgou uma nota no mesmo dia afirmando que as manifestações foram legítimas. "O presidente do Senado, Renan Calheiros, entende que as manifestações são legítimas e, dentro da ordem, devem ser respeitadas", diz o texto divulgado pelo senador. O peemedebista disse, ainda, que o Senado está "sensível às demandas sociais".
No início de 2019, foram realizados vários protestos contra a recondução de Renan à presidência do Senado e a favor do voto aberto na disputa, citando os vários inquéritos que Renan é alvo no Supremo Tribunal Federal. Renan disputava internamente a indicação pela bancada do partido com a senadora Simone Tebet, e foi escolhido apesar dos protestos. Durante a votação para presidente do Senado, vários senadores insistiram em declarar seu voto abertamente apesar do STF dizer que a votação deveria ser secreta, Renan protestou a escolha dos senadores e retirou sua candidatura, e obteve apenas 5 votos, se tornando a primeira vez que um senador indicado pela bancada do MDB não é eleito presidente do Senado Federal.

## Controvérsias
Em 24 de outubro de 2016, diante da prisão de quatro policiais do legislativo, pela operação da Polícia Federal, batizada Operação Métis, Renan Calheiros disse que a tentativa de embaraçar investigações é “uma fantasia”, chamou magistrado que autorizou a operação, o juiz federal Vallisney de Souza Oliveira, de “juizeco” e afirmou que o ministro da Justiça, Alexandre de Moraes (PSDB), dá “bom dia a cavalo”. Nas palavras de Calheiros, “Um ‘juizeco’ de primeira instância não pode a qualquer momento atentar contra o poder. É lamentável que isso aconteça em um espetáculo com a participação de um ministro do governo [Moraes], que não tem se comportado como ministro e sim como polícia”, disse Calheiros de maneira irritada. E completou: “Lamento que um ministro de Estado tenha se portado sempre como não devia: dando bom dia a cavalo”. No mesmo dia, em uma entrevista coletiva, Renan chegou a dizer que o ministro da Justiça, Alexandre de Moraes, se comporta "no máximo", como um "chefete de polícia". Em reação as declarações de ataque de Renan Calheiros, ainda no mesmo dia, duas das maiores entidades magistratura nacional, a Associação dos Magistrados Brasileiros (AMB) e a Associação dos Juízes Federais do Brasil (Ajufe), divulgaram nota em que repudiam as declarações feitas pelo presidente do Senado, Renan Calheiros, sobre a prisão de policiais legislativos a ele subordinados. Sob acusação de atrapalhar a Operação Lava Jato, quatro agentes, entre eles o chefe da polícia institucional, Pedro Ricardo Araújo, foram detidos pela Polícia Federal e indiciados por crimes como associação criminosa armada e corrupção. A Associação Nacional dos Procuradores da República (ANPR) e a Ajufe ainda destacaram que nenhuma autoridade com foro privilegiado foi alvo da Operação Métis, portanto, o juiz natural do processo seria Vallisney Oliveira. Em 25 de outubro de 2016, a presidente do Supremo Tribunal Federal, Carmen Lúcia, entrou em defesa do juiz federal e pediu respeito ao Judiciário por parte do Legislativo e Executivo. Ao abrir a sessão do Conselho Nacional de Justiça (CNJ), a ministra disse que os poderes devem buscar a "harmonia" em benefício do cidadão.
Em 30 de novembro de 2016, Renan Calheiros colocou em votação um requerimento de urgência para que o projeto sobre corrupção, das 10 Medidas contra corrupção, modificado e aprovado na madrugada do mesmo dia pela Câmara, fosse votado pelos senadores ainda na noite do dia 30, porém não conseguiu. No painel eletrônico, 44 senadores votaram contra a urgência e 14 a favor. Com a rejeição do requerimento, o projeto anticorrupção foi encaminhado para análise da Comissão de Constituição e Justiça (CCJ) do Senado, onde deverá ser debatido antes de ser votado pelo plenário. O senador Cristovam Buarque afirmou que Renan “estava cometendo um abuso de autoridade para combater o abuso de autoridade”. O senador Aloysio Nunes Ferreira (PSDB) também se posicionou contra. Ele argumentou que o projeto tinha sido aprovado na madrugada e ainda não era de conhecimento dos senadores. O líder do DEM no Senado, Ronaldo Caiado (DEM), disse que o presidente do Senado estava mudando o regimento da Casa para de forma “açodada” votar um projeto de autoria do Ministério Público, avalizado pela população, mas que foi “desfigurado” pela Câmara dos Deputados. Renan também foi criticado por Randolfe Rodrigues, do REDE. "No momento em que existe um ambiente de combate à corrupção no País, nós pensamos em dispositivos que na prática inibirão a atuação da principal instituição que faz o combate, que é o Ministério Público [...]. É anacrônico", afirmou Randolfe. A manobra de Renan Calheiros, criticada por seus pares, foi vista por juristas e pela sociedade como uma tentativa contra a Operação Lava Jato. O coordenador da força-tarefa da Lava Jato Deltan Dallagnol, chamou a nova medida aprovada na Câmara, da qual Renan Calheiros tentou votar em urgência como "lei da intimidação".
Ao final de 2016, a Comissão de Constituição e Justiça (CCJ) aprovou a PEC10/2013 de autoria do senador Álvaro Dias (PV) que acaba com o foro privilegiado de todas as autoridades do País, benefício que atualmente atende a aproximadamente 22 mil pessoas, de acordo com o relator da PEC, Randolfe Rodrigues (REDE). Calheiros é o responsável pela pauta da PEC, no plenário do Senado, que será decidido em dois turnos. Embora Renan Calheiros diz publicamente ser a favor do fim do foro, não demonstrou intenção em levá-la para votação, que segundo o jornal Folha de S.Paulo, neste momento, se aprovado, poderia prejudica-lo, em razão do inquéritos em que é investigado no Supremo Tribunal Federal. Ao lugar disto, tentou em caráter de urgência levar ao plenário a proposta para abuso de autoridade de procuradores e juízes, incluído no mesmo dia, pela Câmara dos Deputados no projeto das 10 Medidas contra a corrupção.
Em junho de 2019, votou contra o Decreto das Armas do governo, que flexibilizava porte e posse para o cidadão.